# Franco Giulio Brambilla

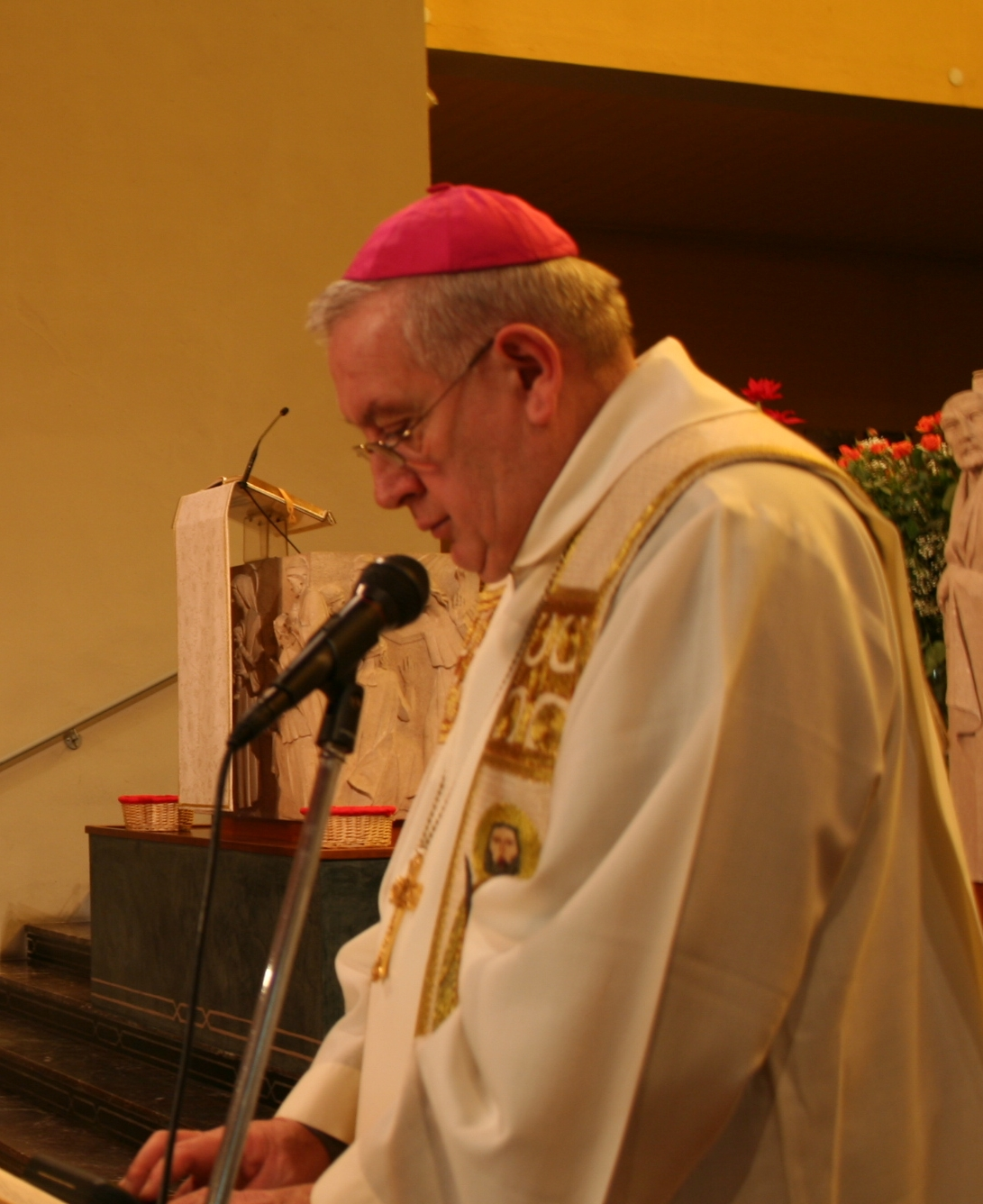
Franco Brambilla als Weihbischof (2010)

Bischofswappen von Franco Giulio Brambilla

Franco Giulio Brambilla (* 30. Juni 1949 in Missaglia) ist ein italienischer Geistlicher und römisch-katholischer Bischof von Novara.

## Leben
Der Erzbischof von Mailand, Giovanni Umberto Kardinal Colombo, weihte ihn am 7. Juni 1975 zum Priester. Papst Benedikt XVI. ernannte ihn am 13. Juli 2007 zum Weihbischof in Mailand und Titularbischof von Tullia.
Der Erzbischof von Mailand, Dionigi Kardinal Tettamanzi, spendete ihm am 23. September desselben Jahres die Bischofsweihe; Mitkonsekratoren waren Francesco Coccopalmerio, Präsident des Päpstlichen Rates für die Gesetzestexte, Marco Ferrari, Weihbischof in Mailand, Renato Corti, Bischof von Novara, und Giuseppe Betori, Generalsekretär der Italienischen Bischofskonferenz.
Als Wahlspruch wählte er Loquamur Dominum Iesum. Am 24. November 2011 wurde er zum Bischof von Novara ernannt und am 5. Februar des nächsten Jahres in das Amt eingeführt.
Im Wappen trägt er, der Tradition seines Bistums folgend, ein doppeltes Vortragekreuz. Dieses Privileg eines erzbischöflichen Symbols im Wappen eines gewöhnlichen Bischofs wurde dem Bistum 1823 von Papst Leo XII. verliehen und ist in dieser Form weltweit einzigartig.